# سالوغ‌لو
سالوغ‌لو (به لاتین: Saloğlu) یک منطقه مسکونی در جمهوری آذربایجان است که در شهرستان آغ‌استفا واقع شده است. سالوغ‌لو ۱۵۸۱ نفر جمعیت دارد.